# Ensanche

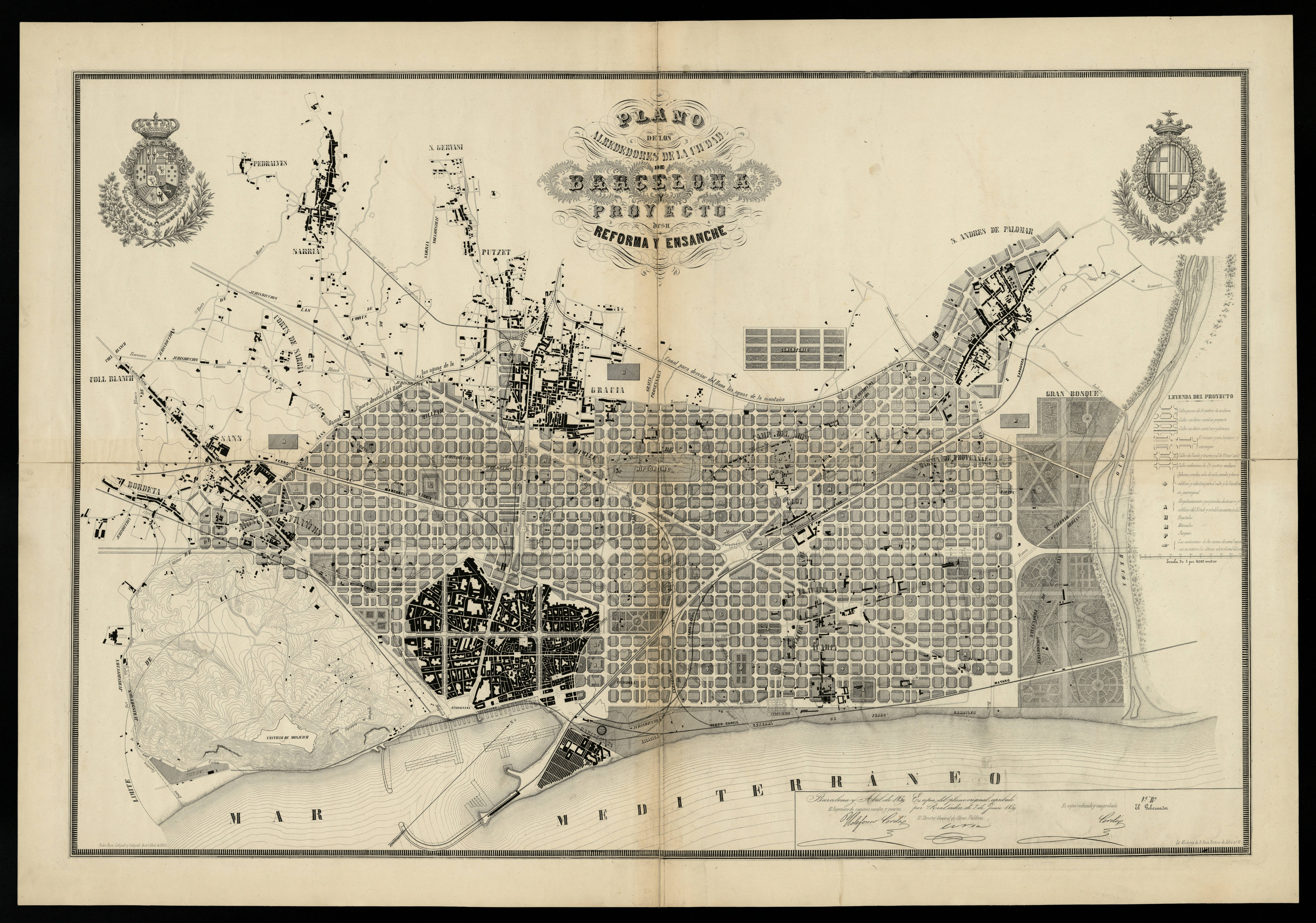
Plan de los alrededores de la ciudad de Barcelona y del proyecto para su mejora y ampliación, de Ildefonso Cerdá y Suñer (1859), paradigma de los ensanches decimonónicos en España.

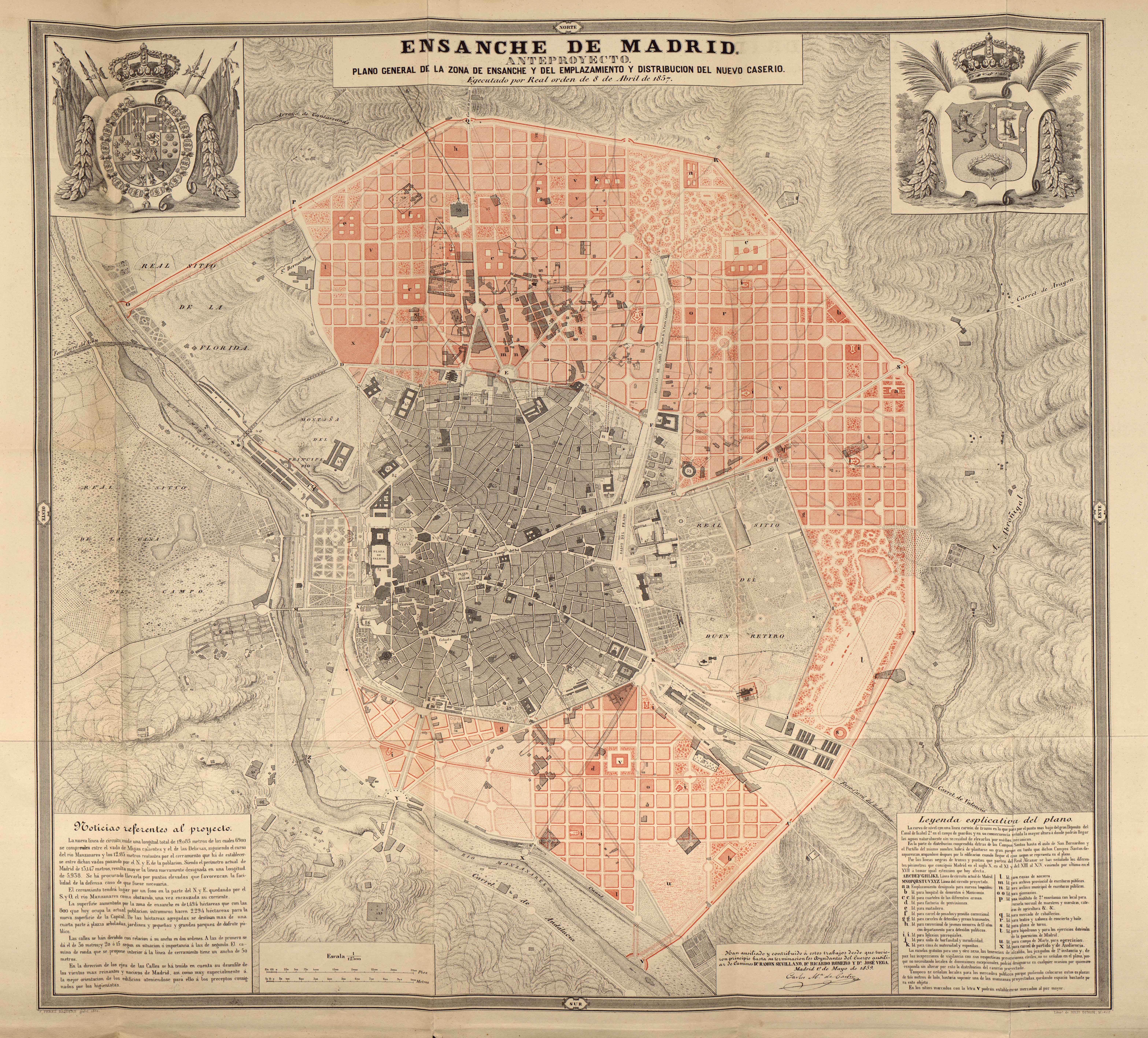
Mapa del proyecto del Ensanche (en rojo) y la villa de Madrid (en gris).

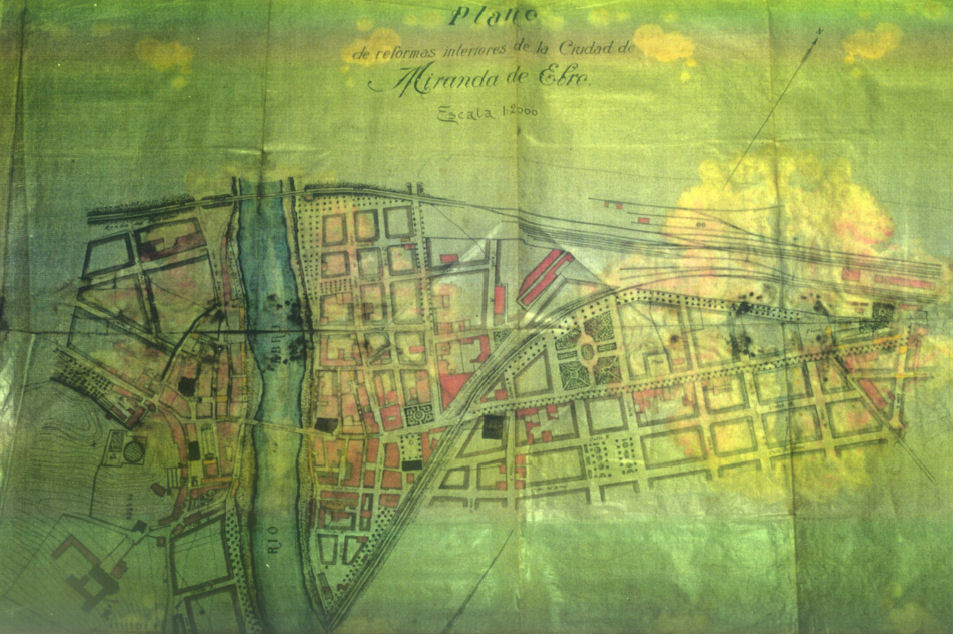
Plano de reforma y ensanche de Miranda de Ebro, por Federico Keller (1903).

Un ensanche es un terreno urbano dedicado a las edificaciones en las afueras de una población, normalmente mediante urbanismo planificado. También define la ampliación de una ciudad. Solía desarrollarse mediante un plano en cuadrícula o plano ortogonal.
Cuando el crecimiento demográfico y las nuevas actividades con requisitos intensivos de suelo, como el ferrocarril, obligó a un crecimiento extramuros de las ciudades y al derribo de las antiguas murallas que habían perdido todo su valor militar y tenían únicamente ya la función fiscal de aduana. En muchos casos este crecimiento mallado, proyectado y concebido para conseguir una ciudad saludable por y para la burguesía, se desvirtuó con el paso del tiempo por la especulación y a medida que la ciudad siguió creciendo, colmatándose todo el entramado urbano de nuevas edificaciones y desapareciendo progresivamente los espacios verdes.

## Ensanches de poblaciones en España
En España se emprendieron ensanches:
- A gran escala:
  - Ensanche de Barcelona, diseñado por Ildefonso Cerdá;
  - Ensanche de Madrid, diseñado por Carlos María de Castro;
  - Ensanche de Valencia.
- A menor escala:
  - Ensanche de Albacete;
  - Ensanche de Palma de Mallorca;
  - Ensanche de Bilbao;
  - Ensanche de Vitoria;
  - Ensanche de Alicante;
  - Primer y Segundo Ensanche de Pamplona;
  - Ensanche de Santander;
  - Ensanche de Málaga;
  - Ensanche de Pontevedra;
  - Ensanche de Tetuán.
  - En otras ciudades: San Sebastián, León, Mataró, Miranda de Ebro, etc.
- Con criterios distintos, en los últimos años del siglo XX y comienzos del XXI, sobre todo en la Comunidad de Madrid:
  - Ensanche Sur de Alcorcón;
  - Ensanche de Vallecas;
  - Ensanche de Alcalá de Henares.

## En otros países
En otros países, sin utilizar el término «ensanche», las ampliaciones urbanas del siglo XIX se hacían con criterios similares, como la Transformación de París durante el Segundo Imperio.